# Louis-Antoine de Bougainville
Louis Antoine, conte di Bougainville, (Parigi, 12 novembre 1729 – Parigi, 31 agosto 1811) è stato un esploratore, navigatore, ammiraglio e matematico francese.

## Biografia

### Gli esordi
Nato a Parigi il 12 novembre 1729 dal notaio Pierre-Yves de Bougainville e da Marie-Françoise d'Arboulin, era il più giovane dei loro tre figli: Jean-Pierre (1722-1763, letterato e accademico di Francia), Charlotte (1724-1813, andata poi sposa al governatore di Loches, Honorat de Baraudin) e, appunto, Louis Antoine. Inizialmente si dedicò agli studi di diritto e di matematica divenendo avvocato, ma abbandonò presto questa professione per scrivere nel 1752, sotto l'influenza di d'Alembert, un saggio sul calcolo integrale come supplemento al trattato di Guillaume de l'Hôpital sul calcolo differenziale. L'anno successivo, però, entrò nell'esercito, nel corpo dei moschettieri, lasciando una promettente carriera di matematico: pubblicato nel 1754, infatti, il suo saggio sul calcolo integrale gli aprì le porte, l'8 gennaio 1756, della Royal Society a Londra, dove era stato inviato l'anno precedente come segretario dell'ambasciata francese.

### La guerra dei sette anni
Nel 1756 si recò nel Canada francese (Nuova Francia) come capitano dei dragoni e aiutante di campo del generale Louis-Joseph de Montcalm e combatté attivamente contro gli inglesi nella cosiddetta guerra franco-indiana, capitolo nordamericano della guerra dei sette anni (1756-1763). Si distinse nella conquista di Fort Oswego (14 agosto 1756) e nel vittorioso assedio di Fort William Henry (3-9 agosto 1757). Venne ferito nella vittoriosa difesa di Fort Carillon (1758) e rientrò quindi in patria per ottenere ulteriori aiuti alla spedizione francese. Ritornò in Canada nel 1759 con la croce di San Luigi e con il titolo di colonnello, ma senza i rinforzi richiesti.
Partecipò quindi alla difesa della città fortificata di Québec pattugliando per tutta l'estate con i suoi granatieri e i volontari a cavallo la sponda nord del San Lorenzo per bloccare i numerosi tentativi inglesi di passare il fiume e tagliare così le comunicazioni con Montréal. Il 13 settembre 1759 non riuscì invece a intervenire nella battaglia della piana di Abraham, durata solo un'ora, che vide la sconfitta francese e che, con la morte del generale Montcalm e la caduta di Québec (18 settembre), segnò irreparabilmente le sorti della guerra. Inviato dal nuovo comandante François-Gaston de Lévis a presidiare il fronte sudorientale, cercò di bloccare l'avanzata inglese trincerandosi all'Île-aux-Noix sul fiume Richelieu. In seguito, raggiunse de Lévis sull'isola di Sant'Elena per l'ultima resistenza francese prima della capitolazione generale (1760).
Rientrato in Francia dopo la resa, Bougainville combatté sul fronte del Reno e partecipò ai negoziati che condussero alla firma del trattato di Parigi (1763) con cui venne posta fine alla guerra dei sette anni.

### La colonizzazione delle Falkland
Immediatamente dopo la pace, Bougainville si assunse il compito di colonizzare, a proprie spese, ma per conto della Francia, le isole Falkland nell'Atlantico meridionale, allora disabitate, e nel 1763 vi fondò un primo insediamento: Port Saint Louis. Le isole assunsero il nome di îles Malouines poiché i colonizzatori erano degli acadiani (del Canada francese) che prima provenivano dalla città portuale di Saint-Malo (dei malouins). È da questa denominazione francese che deriva il nome argentino di Islas Malvinas. Anche se la piccola colonia non contò mai più di 150 persone, a causa delle ostilità fra inglesi e spagnoli che sfoceranno nella crisi del 1770, il governo francese gli ordinò di vendere le isole alla Spagna: il 31 gennaio 1767 Bougainville s'incontrò nel Río de la Plata con don Felipe Ruiz, comandante della fregata La Esmeralda e del vascello La Liebre, nonché futuro governatore delle isole, per cedergliene il possesso ed evacuare i coloni francesi.

### La circumnavigazione del globo
In precedenza (1766), rientrato in Francia per le trattative connesse alla cessione delle Falkland, Bougainville aveva ottenuto da Luigi XV l'autorizzazione a circumnavigare il globo: sarebbe stato il primo francese a compiere quell'impresa che, si sperava, avrebbe ridato fulgore al prestigio del paese, appannatosi dopo la sconfitta nella guerra dei sette anni. Il 15 novembre 1766 Bougainville salpò da Nantes con la fregata La Boudeuse per la sua spedizione e, dopo gli ultimi preparativi a Brest, il 5 dicembre prese la via dell'oceano, raggiungendo il Río de la Plata. Dopo la cerimonia ufficiale di cessione delle Falkland, venne raggiunto a Rio de Janeiro (13 giugno 1767) dalla nave da carico Étoile, che portava a bordo anche un disegnatore, un astronomo e il naturalista Philibert Commerson che, proprio in Brasile, scoprì un nuovo genere di pianta, da lui in seguito descritta con il nome di bougainvillea in onore del capo della spedizione.

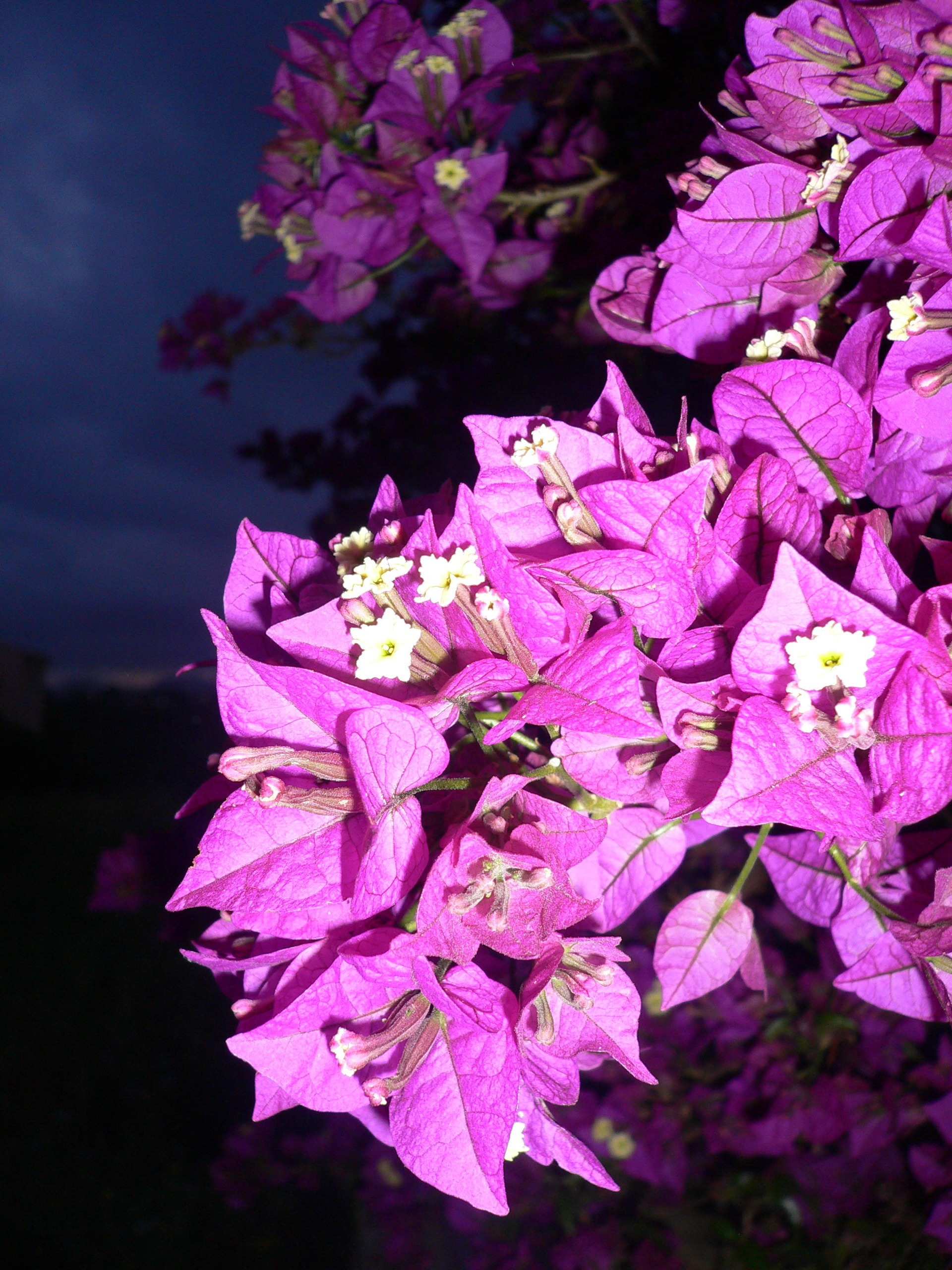
Fiori di bougainvillea

Lasciata Rio de Janeiro a luglio, le due navi raggiunsero Montevideo, da cui salparono a novembre e, a dicembre del 1767, attraversarono lo stretto di Magellano dove Commerçon osservò un tipo particolare di delfino cui diede il proprio nome (Cephalorhynchus commersonii). La spedizione esplorò quindi l'immenso e pericoloso arcipelago delle Tuamotu (22 marzo 1768) e il gruppo delle Isole del Vento, toccando Mehetia (2 aprile 1768) e approdando poi a Tahiti, che Bougainville chiamò Nuova Citera, rivendicandone la scoperta poiché ancora non sapeva che l'inglese Samuel Wallis vi era sbarcato dieci mesi prima. Da Tahiti i francesi proseguirono la loro rotta verso occidente raggiungendo le Samoa e le Nuove Ebridi.
Dall'isola di Espiritu Santo si mossero alla ricerca del favoleggiato "continente meridionale" (l'aristotelica Terra Australis incognita), arrivando quasi a scoprire la Grande barriera corallina (4 giugno 1768), ma allontanandosene a causa della violenza delle onde in cui si imbatterono. Bougainville risalì quindi verso nord-est navigando fra le isole Salomone, che tuttavia non esplorò per l'ostilità degli indigeni, limitandosi a dare il proprio nome a una delle più vaste isole di tale arcipelago e quello del re Luigi XV (Louis in francese) all'arcipelago Louisiade. Raggiunta la Nuova Irlanda, la spedizione fu attaccata dalle popolazioni locali e perciò fece rotta verso le Molucche. Solo a Batavia (Giacarta) Bougainville apprese delle esplorazioni di Samuel Wallis e Philip Carteret, che qui avevano fatto scalo sulla via del ritorno.
Il 16 marzo 1769 la spedizione completò il suo viaggio intorno al mondo, rientrando a Saint-Malo e facendosi apprezzare, fra le altre cose, per la serie di osservazioni astronomiche sulla longitudine che permisero l'elaborazione di precise carte nautiche e anche per le scarsissime perdite subite: soltanto 7 marinai su un equipaggio di oltre 200 uomini.

### IlVoyage autour du monde
Nel 1771 Bougainville pubblicò il suo Voyage autour du monde in cui, descrivendo Tahiti, la presentò come una sorta di paradiso terrestre dove uomini e donne vivevano in una felice innocenza, lontani dalla civiltà corrotta, dando così un potente avallo alle teorie sul "buon selvaggio" diffuse dalla filosofia romantica, in particolare da Jean-Jacques Rousseau, prima della Rivoluzione francese.
Voltaire si mise a studiare il tahitiano, rimpiangendo di non potersi imbarcare per quelle isole a causa dell'età, e Denis Diderot scrisse addirittura un Supplément au voyage de Bougainville in cui, esaltando i costumi della Nuova Citera, criticava severamente lo stile di vita europeo. Del libro si parlò anche e a lungo a Berlino, alla corte prussiana, e Caterina II di Russia si ripromise di prendere come ammiraglio il principe Charles de Nassau-Siegen, uno dei protagonisti dell'avventura.

### La guerra di indipendenza americana
Divenuto celebre in seguito alla sua impresa, Bougainville fu nominato segretario del re (1772); s'imbarcò quindi come capitano in seconda sulla Terpsichore (1775) e sul Solitaire (1776), ottenne il comando del Bien-Aimé (1777) e poi del Guerrier (1778-79), con cui partecipò alla guerra d'indipendenza americana. Rientrato in Francia, l'8 dicembre 1779 fu promosso capo di squadra navale (un grado assimilabile al contrammiraglio) e, rimessosi in salute, si unì in matrimonio a Brest (27 gennaio 1781) con Marie-Joséphine de Longchamps-Montendre.
Pochi mesi dopo, il 22 marzo 1781, salpò di nuovo alla volta dell'America con la flotta del conte de Grasse e al comando del vascello da 80 cannoni Auguste, che aveva un equipaggio di 1.149 uomini. Il 28 aprile, giunte in vista della Martinica, le navi francesi ebbero buon gioco nel liberare l'isola dal blocco tentato dall'ammiraglio Samuel Hood, quindi mossero alla conquista di Tobago; nei mesi successivi Bougainville partecipò alla vittoriosa battaglia di Chesapeake (5 settembre 1781) e a quella disastrosa delle Saintes (9-12 aprile 1782). In quell'occasione Bougainville riuscì a raggruppare otto vascelli della sua squadra e a portarli in salvo fino a Sint Eustatius.
Ritornato a Parigi al termine della guerra (1783), fu sottoposto a processo per le accuse di de Grasse di non aver obbedito ai suoi ordini, ma ne uscì indenne e poté anzi rientrare nell'esercito con il grado di maresciallo di campo. In seguito progettò un viaggio di esplorazione al Polo Nord, che però non ottenne l'approvazione del ministro delle finanze Loménie de Brienne. Il 3 febbraio 1789, invece, poté entrare come libero associato nell'Accademia reale delle scienze.

### Gli ultimi anni
Rimasto fedele al re durante la Rivoluzione, nel 1790 gli fu affidato il comando della flotta di Brest, ma nel 1791 si ritirò dal servizio attivo con il titolo di viceammiraglio, non essendo riuscito a ristabilire l'ordine fra le sue truppe in rivolta. Nel 1792 lasciò definitivamente la marina, dopo averne rifiutato il ministero, per ritirarsi nelle sue terre in Normandia, dove si dedicò agli studi e all'orticoltura. Arrestato durante il Terrore, fu liberato dopo la caduta di Robespierre e nel 1795 fu eletto tra i membri del neocostituito Institut de France, di cui divenne vicepresidente nel 1807 e presidente nel 1808.
Napoleone lo fece senatore nel 1799, ufficiale della Legion d'onore nel 1804 e conte dell'impero nel 1808. Il suo ultimo incarico ufficiale fu la presidenza del consiglio di guerra che nel 1809 giudicò i responsabili della sconfitta di Trafalgar. Bougainville, vedovo dal 1806, morì a Parigi il 31 agosto 1811 lasciando tre figli (Hyacinthe 1781-1846, Alphonse 1788-1861 e Adolphe 1796-1849), tutti impegnati nelle guerre imperiali. Il suo cuore venne sepolto nel Cimetière du Calvaire a Montmartre, mentre il suo corpo fu inumato al Panthéon.

## Opere

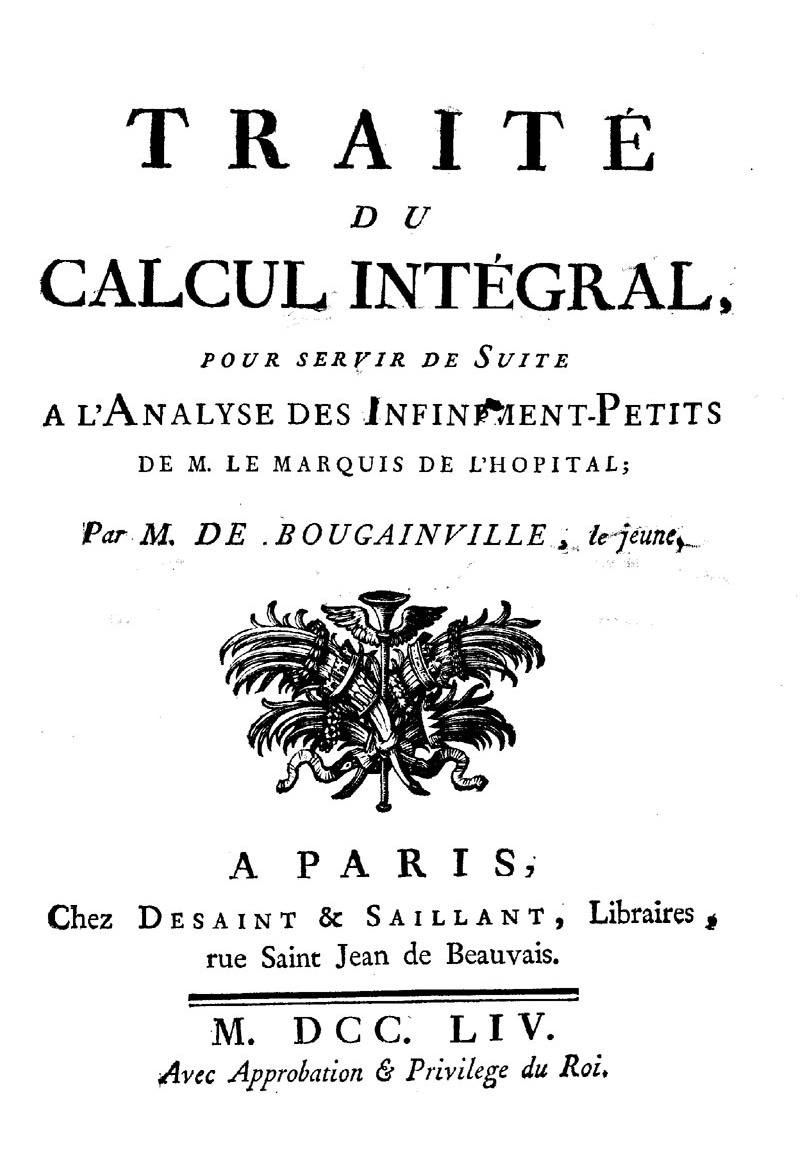
Traité du calcul intégral, 1754

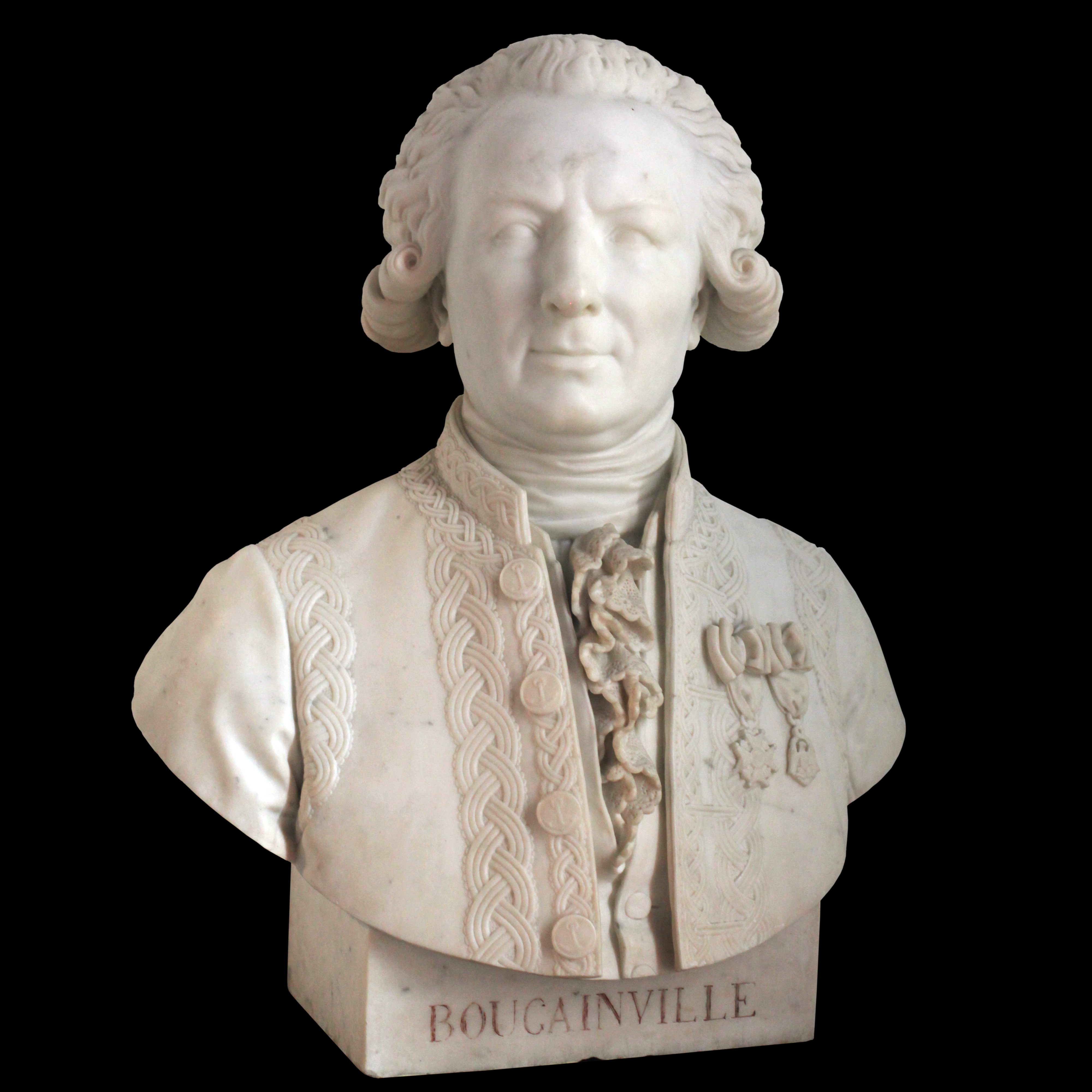
Busto in marmo di Bougainville, opera dello scultore Astyanax-Scévola Bosio, conservato al Musée National de la Marine (Palais de Chaillot) di Parigi

- Traité du calcul intégral, pour servir de suite à l'"Analyse des infiniment-petits" de M. le Marquis de l'Hôpital, Paris, Desaint & Saillant, 1754 (2 volumi).
  - (FR) Louis Antoine de Bougainville, Traité du calcul intégral. 1, A Paris, Jean Desaint, Charles Saillant, 1754. URL consultato il 14 giugno 2015.
  - (FR) Louis Antoine de Bougainville, Traité du calcul intégral. 2, A Paris, Louis François Delatour, Hippolyte Louis Guérin, 1756. URL consultato il 14 giugno 2015.
- L'état de la nouvelle France à l'époque de la guerre de sept ans, relazione inedita del 1757, Canadian institute for historical microreproductions.
- Voyage autour du monde par la frégate du roi La Boudeuse et la flûte l'Etoile en 1766, 1767, 1768 et 1769, Paris, Saillant & Nyon, 1771 (2 volumi).

### Edizioni italiane
- Viaggio intorno al mondo, Novara, De Agostini, 1966.
- Viaggio intorno al mondo, con il "Supplemento al viaggio di Bougainville" di Denis Diderot, a cura di Lionello Sozzi, Milano, Il Saggiatore, 1983.

## Riconoscimenti
Il nome di Louis Antoine de Bougainville è ricordato:
- dall'isola Bougainville, una delle più vaste nell'arcipelago delle Salomone, da lui individuata nel 1768;
- dalla regione autonoma di Bougainville e dalla diocesi di Bougainville, in Papua Nuova Guinea;
- dallo stretto di Bougainville, che separa le isole Bougainville e Choiseul, sempre nell'arcipelago delle Salomone;
- dallo stretto di Bougainville nell'arcipelago delle Vanuatu, fra le isole Mallicollo ed Espiritu Santo, esplorate da Bougainville nel 1768;
- da Port Louis (insediamento da lui fondato nel 1763) e dal capo Bougainville, sull'isola di Falkland Orientale;
- dall'Isola di Bougainville (nome spagnolo di Lively Island), una delle circa 200 isolette che compongono l'arcipelago delle Falkland;
- dalla Fossa di Bougainville, situata a est della Nuova Guinea e dell'arcipelago delle Isole Salomone;
- dalla pianta ornamentale bougainvillea, scoperta durante la sua spedizione intorno al globo;
- da tredici navi della marina francese varate dal 1797 a oggi.

## Araldica
| Stemma | Descrizione                                              | Blasonatura                                                                                          |
| \| \|  | Louis-Antoine de Bougainville Conte dell'Impero francese | Ornamenti esteriori da conte dell'Impero francese, grand'ufficiale dell'Ordine della Legion d'onore. |
|        |                                                          | |